# Quận của tỉnh Val-d'Oise
3 quận của tỉnh Val-d'Oise gồm:
1. Quận Argenteuil, (quận lỵ: Argenteuil) với 7 tổng và 7 xã. Dân số của quận này là 204.695 người năm 1990, 209.860 người năm 1999, tăng trưởng dân số là 2.52%.
2. Quận Sarcelles, (quận lỵ: Sarcelles) với 15 tổng và 61 xã. Dân số của quận này là 410.382 người năm 1990, và 427.716 người năm 1999, tăng trưởng dân số là 4.22%.
3. Quận Pontoise, (tỉnh lỵ của tỉnh Val-d'Oise: Pontoise) với 17 tổng và 117 xã. Dân số của quận này là 434.521 người năm 1990, và 467.888 người năm 1999, tăng trưởng dân số là 7.68%.